# Церква Святого Духа (Гукливий)
Це́рква Свято́го Духа — дерев'яна церква, яка знаходиться у селі Гукливий, Воловецького району, Закарпатської області,  пам'ятка архітектури національного значення (№ 186).

## Архітектура
Церква дерев'яна, збудована з ялинових брусів, тризрубна, з трьома зрубами різного розміру. Стіни над піддашшям і дахи покриті ґонтом, вежа — дубовим лемехом. Фундамент складний з річкового каменю на глиняному розчині. Над бабинцем височить квадратна башта з двоярусним бароковим завершенням. Піддашшя, спираючись на випуски зрубів, м'яко охоплює споруду з усіх боків і прикриває ґанок на західному фасаді, який декорований різьбленими стовпчиками. На полотнищах дверей нанесена різьба. Нава і східна частина мають коробовий звід, притвор — плоске перекриття. Завдяки спільній покрівлі над трьома зрубами пам'ятник виглядає компактним, зовні майже не відчувається його трискладова будова.  Майстерно складено з масивних колод зрубні стіни. Площини двосхилого, вкритого ґонтом даху, переливаються всіма відтінками смерекової деревини. Вежа з бароковим завершенням — одна з пропорційно надосконаліших серед подібних веж. Стовпчики ґанку профільовано, одвірок має різьблення. Наву та вівтарний зруб перекрито арковим склепінням, бабинець — плескатим. 
Частиною бездоганного архітектурного ансамблю є чарівна струнка дзвіниця заввишки вісім метрів, нижній ярус якої зрубний, а верхній, значно видовжений — каркасний. Подібна дзвіниця стояла і в Нижньому кінці, на старому цвинтарі, але її розібрали у 1940-хх роках. Біля церкви збереглися два давні кам'яні хрести.  Дзвіниця, квадратна в плані, побудована з того ж матеріалу, що і церква, з рубаним першим ярусом опасанням і каркасним — другим. Шатровий дах дзвіниці і стіни покриті ґонтом. 

## Історія
Гукливська церква — найдавніша дерев'яна церква Воловецького району, збудована у XVIII столітті з ялиці на фундаменті з річкового каміння, і належить вона до верховинських шедеврів. Церква дивовижно струнка і пропорційна. Кожен елемент органічно переходить в інший. Можливості дерева як матеріалу розкрито тут повністю і в доцільних лініях конструкції, і в стриманих художніх акцентах. 
У 1784 році Франц Пеер розмалював Святодухівську церкву. 
У церкві Святого Духа був написаний Гукливський літопис. 
З 1998 до 2001 року церква страшенно занепала через байдужість до культурних цінностей місцевої влади. Шинґли (ґонти) прогнили і дощ лив всередину. Найбільше постраждали кутові з’єднання, випуски вінців зрубів, ґанок, опасання. Ціною великих зусиль громадськості наприкінці 2001 року вдалося вкрити новим ґонтом дахи і опасання, але деревина зрубів уражена грибком і в окремих місцях підгнила. 
В радянські часи церква охоронялась як пам'ятка архітектури Української РСР (№ 186). В 2018 році церква визнана об’єктом культурної спадщини національного значення, який внесено до Державного реєстру нерухомих пам’яток України (№ 070025).
Саме з гукливської церкви розпочалася акція порятунку та привернення уваги до дерев'яних церков. Тоді ж виявилося, що залишилося дуже мало майстрів, здатних виготовити дранку чи ґонти для покриття дахів церков. Увесь ґонт для перекриття церков у Гукливому, Уклині, Ясінях та нової церкви у Великому Бичкові виготовив Іван Молдован з села Щербовець Воловецького району. 

## Інтер'єр
Церква довго була закритою й називалася «музеєм атеїзму», що, дозволило зберегти недоторканим інтер'єр та іконостас 1784 року. Пам'ятку було відреставровано у 1970—1971 роках. 